# داویت گی. پطروسیان
داویت گی. پطروسیان (ارمنی: Դավիթ Գ. Պետրոսյան؛ زادهٔ ۲۰ سپتامبر ۱۹۸۴) شطرنج‌باز اهل ارمنستان است.
| به‌دلیل برخی مشکلات فنی، نمودارها موقتاً قابل مشاهده نیستند. اطلاعات بیشتر پیرامون این مشکل در فابریکاتور و وبگاه مدیاویکی در دسترس است. | |
| | به‌دلیل برخی مشکلات فنی، نمودارها موقتاً قابل مشاهده نیستند. اطلاعات بیشتر پیرامون این مشکل در فابریکاتور و وبگاه مدیاویکی در دسترس است. |